# Двадцять один день (фільм)
«Двадцять один день» (англ. 21 Days) — кінофільм за твором Джона Голсуорсі «Перший та останній» (1914). В США виданий під назвою «Двадцять один день разом» (англ. 21 Days Together). Головні ролі виконують Вів'єн Лі, Лоуренс Олів'є та Леслі Бенкс.

## Сюжет
Молодий юрист Леррі Деррент з метою самозахисту вбиває чоловіка своєї коханої Ванди і замість того, щоби піти в поліцію, ховає тіло. Тоді за вбивство арештовують іншу людину.

## В ролях
- Вів'єн Лі — Ванда
- Лоуренс Олів'є — Леррі Деррент
- Леслі Бенкс — Кейт Деррент
- Френсіс Л. Салліван — Мендер
- Девід Хорн — Бівіс
- Хей Петрі — Джон Еван
- Роберт Ньютон — Толлі